# Incredibilul Hulk (film)
Incredibilul Hulk (titlu original: The Incredible Hulk) este un film american cu super-eroi din anul 2008, regizat de Louis Leterrier, produs de Marvel Studios și distribuit de Universal Pictures. Este bazat pe personajul Marvel Comics, Hulk. A fost lansat pe 13 iunie 2008 în Statele Unite ale Americii.